# Schwalbeneck
Das Schwalbeneck ist ein 428,2 Meter hoher Berg im Pfälzerwald.

## Geographie

### Lage
Das Schwalbeneck bildet den Westläufer des Weinbiet – dessen Hauptgipfel rund einen Kilometer östlich liegt – und befindet sich größtenteils auf Gemarkung der kreisfreien Stadt Neustadt an der Weinstraße. Lediglich der Süd- und der Südwestfuß gehören zur Ortsgemeinde Lindenberg im Landkreis Bad Dürkheim. In diesem Bereich beginnt bereits die Bebauung letzterer. An seinem Südostfuß befindet sich das Nonnental. Nach Norden geht das Schwalbeneck zum langgestreckten Hinteren Langenberg über, der ebenfalls Bestandteil des Weinbiet-Massivs ist. Ans einem Südfuß entlang fließt der Speyerbach und entlang seines Westfußes der Schlangentalbach.

### Naturräumliche Zuordnung
- Großregion 1. Ordnung: Schichtstufenland beiderseits des Oberrheingrabens
- Großregion 2. Ordnung: Pfälzisch-saarländisches Schichtstufenland
- Großregion 3. Ordnung: Pfälzerwald
- Region 4. Ordnung (Haupteinheit): Mittlerer Pfälzerwald
- Region 5. Ordnung: Haardt

## Verkehr
An seinem Südfuß verläuft die Bundesstraße 39 und entlang seines Westfußes die Kreisstraße 16, die von Lindenberg nach Wachenheim an der Weinstraße führt.

## Tourismus
Über das Schwalbeneck führt ein Wanderweg, der mit einem blau-weißen Balken markiert ist.